# Сан Хуан де Опоа
Сан Хуан де Опоа (на испански: San Juan de Opoa) е град и община в Западен Хондурас, департамент Копан. През 2010 г. населението на общината е 8792 души.

## Населени места
По данни на Националния статистически институт на Хондурас в общината са разположени следните селища:
- Сан Хуан де Опоа (на испански: San Juan de Opoa)
- Ла Колатина (на испански: La Colatina)
- Ел Контамал (на испански: El Contamal)
- Ел Койолар (на испански: El Coyolar)
- Ел Лимон (на испански: El Limón)
- Ел Пинал (на испански: El Pinal)
- Ел Портийо (на испански: El Portillo)
- Ла Кебраната (на испански: La Cebratana)
- Ла Лагуна Негра (на испански: La Laguna Negra)
- Ла Махада (на испански: La Majada)
- Лас Сандиас (на испански: Las Sandías)
- Лос Лондерос (на испански: Los Linderos)
- Лос Позос (на испански: Los Pozos)
- Санта Елена (на испански: Santa Elena)
- Торихуаке (на испански: Torihuaque)